# Ceratozamia miqueliana
Ceratozamia miqueliana — вид голонасінних рослин класу саговникоподібні (Cycadopsida).
Етимологія: вшанування голландського ботаніка Мігеля (F.A.W. Miquel).

## Опис
Має циліндричний стовбур до 1 м у висоту (набряклий при основі) і 20 см у поперечнику. Молоде листя волохате. Зрілих листків 5–9 на рослину, 0,8–1,8 м в довжину, темно-зелені; черешок довжиною 30–50 см, з численними колючками; фрагментів листків від десяти до вісімнадцяти на кожному листку; серединні фрагменти розміром 22–29 см × 4–6.5 см, асиметрично оберненояйцевиді, темно-зелені, вершина загострена і сильна асиметрична. Чоловічі шишки 12–15 см × 3–4 см, циліндричні; плодоніжка волохата. Жіночі шишки 8–10 см × 5–6 см, яйцевидо-циліндричні; плодоніжка волохата. Деталі насіння не вистачає. Насіння яйцеподібне, завдовжки 22–25 мм, вкриті насінною оболонкою від кремово-білого до коричневого кольору.

## Поширення, екологія
Країни поширення: Мексика (Чьяпас, Табаско, Веракрус). Росте розсіяно від висоти поблизу рівня моря до 600 м. Зустрічається в змішаних мокрих вічнозелених і листяних лісах. 

## Використання
Вирощується як декоративна.

## Загрози та охорона
В цілому, понад 95% від первинного природного середовища існування зникло. Деякі рослини зустрічаються в Los Tuxtlas Biosphere Reserve.